# John Jay (advokat)

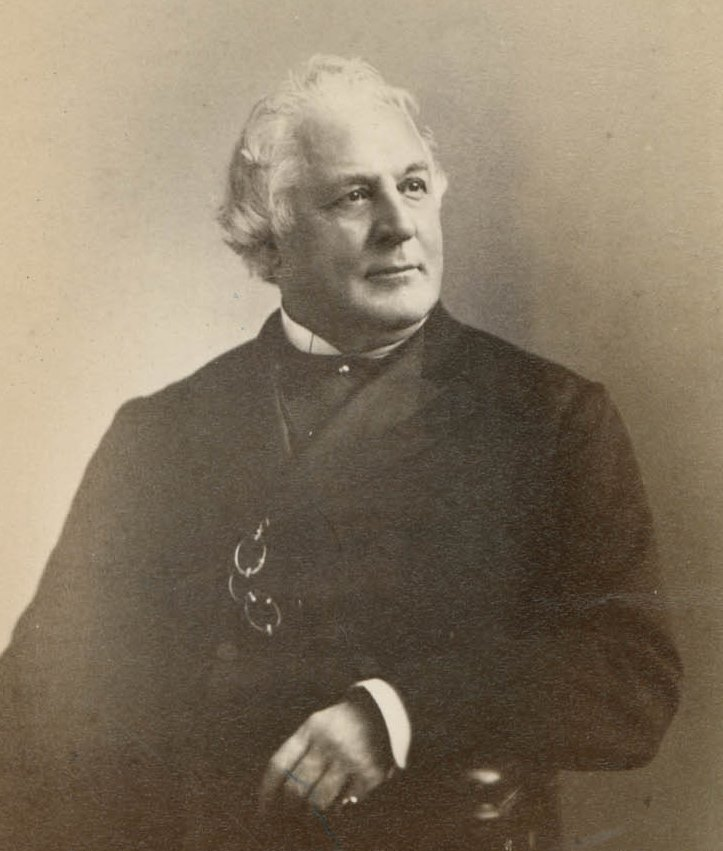
John Jay

John Jay, född 1817 i New York, död där 1894, var en amerikansk diplomat och politiker, son till William Jay.
Jay var 1839-58 praktiserande advokat i New York, förde därvid bland annat ofta talan för rymda slavar och deltog 1854 i stiftandet av det republikanska partiet. 
Jay var 1869-75 amerikansk minister i Wien, ägnade sig efter hemkomsten åt strävandena för den korrumperade förvaltningens reformering. 
Han blev 1877 ordförande i en kommitté för granskning av New Yorks tullväsen och 1883 den förste presidenten i den då upprättade Civil service commission.